# كوارنا سوبرا
كوارنا سوبرا هي بلدية صغيرة تقع شمال إيطاليا على بُعد 10 كيلومترات شمال غرب مدينة أوسولا، تحديدًا في محافظة فربانو-كوزيو-أوسولا ضمن منطقة بيمونتي على بعد حوالي 75 كيلومترًا (47 ميلًا) منها، بالقرب من بحيرة أورتا (8 كم)، تبعد البلدية حوالي (140 ميلاً)  من مطار مالبينسا في ميلانو، 140 كيلومتر (87 ميل) شمال شرق تورينو وعلى بعد حوالي 15 كيلومتر (9 ميل) جنوب غرب فيربانيا .
تجاور كوارنا سوبرا البلديات التالية: جيرماجنو ، لوريجليا ، أومينيا ، كوارنا سوتو غربًا ، فالسترونا شمالًا .

## التسمية
اصل التسمية يعود إلى اللغة الإيطالية حيث تعني كلمة "سوبرا" الأعلى وتترجم كوارنا سوبرا إلى القرية العليا نظرا ارتفاعها عن سطح البحر الذي يقدر بـ( 1424 متر).

## المعالم
- معالم دينية

كنيسة أبرشية القديس ستيفن، تم بنائها في النصف الثاني من القرن السادس عشر و رُمِمَت مرتين عام 1871 و عام 1993 لاتزال تقام فيها احتفالات دينية.
مصلى مادونا ديل بيرو بُني في عام 1598 ويقع في وسط ساحة سيرجيو زولانيتا حيث يقام به احتفال في الأحد الأخير من شهر اغسطس كل عام.
- ملاذ مادونا ديلا نيف

و من أشهر مناطق الجمال الطبيعي في البلدة منطقة بلفيدير البانورامية (إطلاق النار على الحمام الطيني سابقا).
- يوجد متحف كفارنيز للتاريخ يعتبر مركز الثقافة هناك في كوارنا سوبرا .
- كما تعتبر "الب كامبيلو" المنطقة الرياضية في المدينة على مر السنين. تم بناء أول ملعب رياضي يستخدم لكرة القدم في عام 1928.
- فندق مازوكون يقع على تلال بحيرة أورتا الجميلة، وهو مغمور في أجواء طبيعية فريدة من نوعها. تم إثرائه بمطعم تاريخي وبار ومطعم للبيتزا يحتوي على عدة قاعات وغرف تناسب الأذواق المتعددة.

أشهر الأنشطة التي يمكنك القيام بها هناك تسلق الجبال، رحلات المشي والاستكشاف والاستجمام في الطبيعة الخلابة بعيدًا عن ضوضاء المدن.